# Jan Kubiš
Jan Kubiš, född 24 juni 1913 i Österrike-Ungern, död 18 juni 1942 i Prag, var en tjeckoslovakisk fallskärmsjägare.
Kubiš var i brittisk tjänst och förövade tillsammans med Jozef Gabčík ett attentat mot Böhmen-Mährens riksprotektor Reinhard Heydrich den 27 maj 1942 i uppdraget Operation Anthropoid.

## Biografi
Kubiš och Gabčík, som hade fått sin träning av britterna, blev stationerade i Cholmondeley slott nära Malpas i Cheshire där de bodde hos familjen Ellinson från Ightfield vilka de träffade i Whitchurch. På morgonen den 27 maj 1942 inväntade de Heydrichs öppna bil i en av Prags förorter. Heydrichs blev skadad av Kubiš och Gabčíks granatsplitter och dog åtta dagar senare på Bulovka sjukhus. Karel Čurda, en av deras egna, förrådde dem till nazisterna och Kubiš och hans grupp hittades den 18 juni i Sankt Kyrillos och Methodios kyrka på Resslovagatan i Prag. Efter två timmars strid blev Kubiš sårad och dog direkt efter att han kom till sjukhuset. Gabčík begick självmord för att undvika att bli fångad efter ytterligare fyra timmars strid mot SS.